# I Like Fun
I Like Fun è il ventesimo album in studio del gruppo rock statunitense They Might Be Giants, pubblicato il 19 gennaio 2018.

## Tracce
1. Let's Get This Over With – 3:07
2. I Left My Body – 2:36
3. All Time What – 2:29
4. By the Time You Get This – 2:17
5. An Insult to the Fact Checkers – 2:34
6. Mrs. Bluebeard – 2:43
7. I Like Fun – 3:00
8. Push Back the Hands – 3:01
9. This Microphone – 2:36
10. The Bright Side – 2:29
11. When the Light Comes On – 3:17
12. Lake Monsters – 2:56
13. McCafferty's Bib – 2:35
14. The Greatest – 1:48
15. Last Wave – 3:24

## Formazione
They Might Be Giants
- John Flansburgh – voce, chitarra, altri strumenti
- John Linnell – voce, tastiera, altri strumenti

Musicisti addizionali
- Marty Beller – batteria, percussioni
- Danny Weinkauf – basso
- Dan Miller – chitarra
- Curt Ramm – tromba (tracce 7, 15)
- Chris Anderson – mellotron (traccia 14)